# Галилей, Алессандро
Алессандро Мария Гаэтано Галилей (итал. Alessandro Maria Gaetano Galilei, 25 августа, 1691, Флоренция — 21 декабря 1737, Рим) — итальянский математик, архитектор и теоретик, член большой патрицианской семьи Галилеев. Учился архитектуре и инженерным наукам во Флорентийской академии (Accademia dei Nobili) у А. М. Ферри, известного специалиста по фортификации, перспективе, стереометрии, гидравлике и артиллерии.

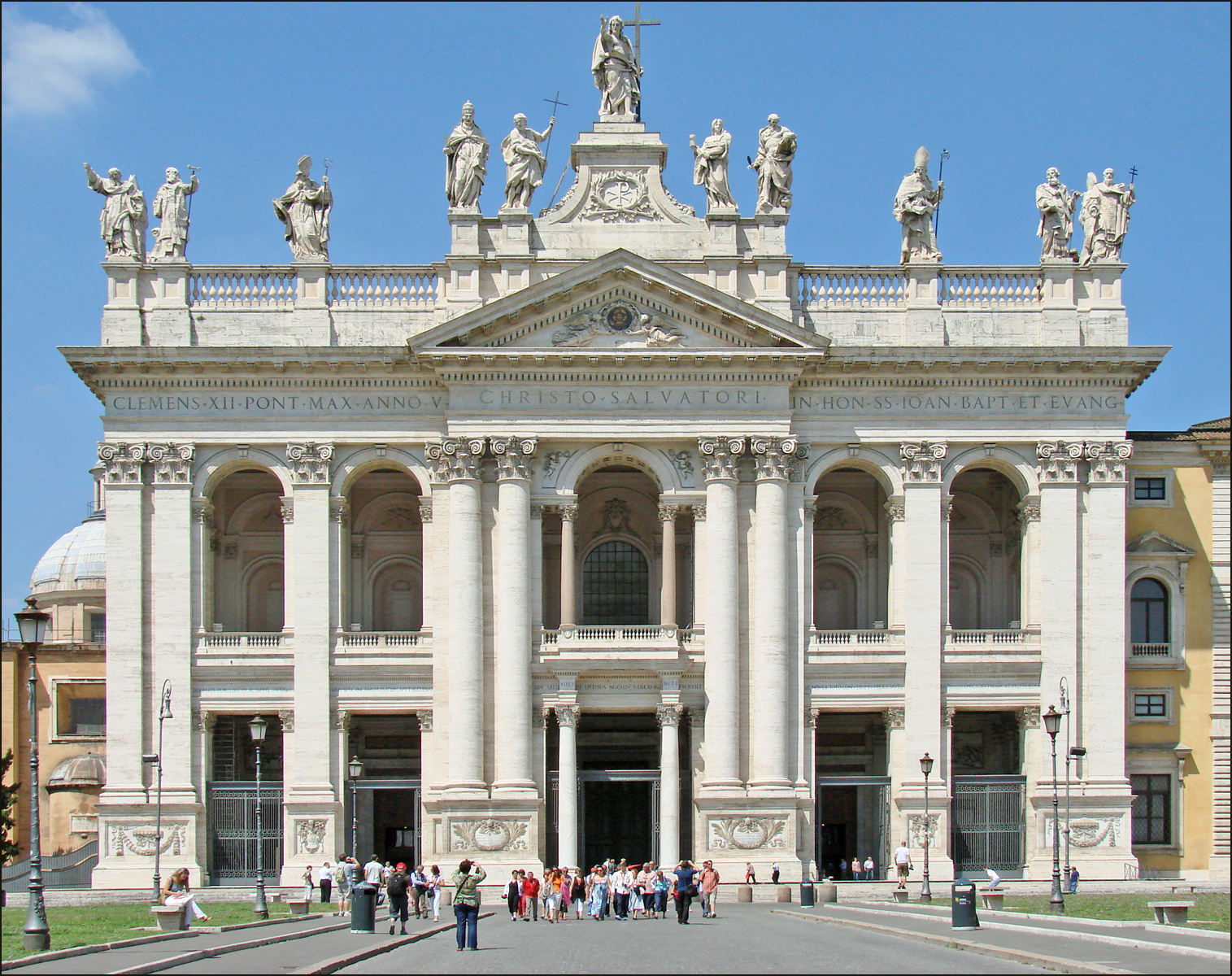
Базилика Сан-Джованни-ин-Латерано. Восточный фасад. 1732—1735. Рим

С 1714 года Алессандро Галилей работал в Лондоне, занимался архитектурным и инженерным проектированием, изучал достижения английских архитекторов-палладианцев. В Ирландии Галилей спроектировал фасад Кастлтаун Хаус (Castletown House) близ Дублина в палладианском стиле. В 1719 году Галилей вернулся в Италию. В родной Флоренции был назначен «Инженером придворных зданий и крепостей Великих герцогов Тосканских». Однако архитектурных заказов в Италии, а тем более в Тоскане, в XVIII веке было мало. Поэтому Галилей более занимался теорией проектирования и строительной техники.
В 1730 году флорентийский патриций Лоренцо Корсини был избран папой римским под именем Климента XII. В 1731 году он призвал Галилея в Рим, чтобы построить капеллу своей семьи в Базилике Сан-Джованни-ин-Латерано, которую Галилей завершил к 1732 году. В течение следующих шести лет Галилей создавал свои самые важные архитектурные работы в переходном стиле того времени: от классицизма к барокко. Среди них главное произведение — восточный фасад базилики Сан-Джованни-ин-Латерано (1732—1735). Эта композиция, необычная для итальянской архитектуры, позднее была признана французскими и английскими зодчими в качестве образцового примера архитектуры неоклассицизма. Галилей также построил более традиционный фасад в стиле римского барокко, или стиля контрреформации, для римской церкви Сан-Джованни-деи-Фиорентини (1734).